# Dieter Lenz (Fußballspieler)

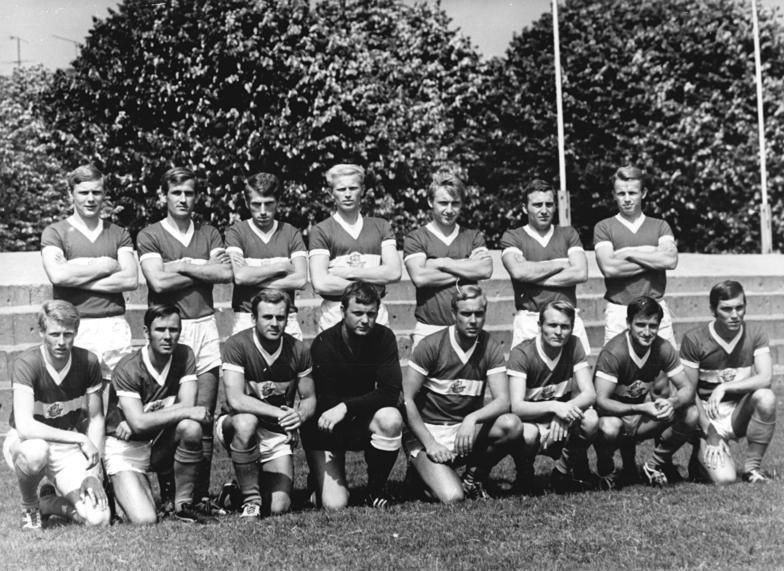
Dieter Lenz (hintere Reihe, dritter von links) mit FC Hansa Rostock im Jahr 1970

Dieter Lenz (* 9. August 1948 in Neubrandenburg) ist ein ehemaliger Fußballspieler in der DDR-Oberliga. In der höchsten Spielklasse des DDR-Fußballverbandes spielte er für den FC Hansa Rostock. Lenz ist fünffacher Nachwuchs-Nationalspieler.

## Sportlicher Werdegang
Lenz begann seine Fußball-Laufbahn bei der Betriebssportgemeinschaft (BSG) Medizin Neubrandenburg. Von 1964 bis zu seinem 21. Lebensjahr spielte er bei der BSG Post Neubrandenburg, zuletzt in der zweitklassigen DDR-Liga. Auf der Suche nach Ersatz für den Ende 1969 aus der Oberliga abgetretenen Werner Drews veranlasste der regionale Fußballschwerpunkt FC Hansa Rostock den Wechsel des 1,75 m großen Mittelfeldspielers nach Rostock. Lenz nahm sofort zu Beginn der Rückrunde der Saison 1969/70 die Position von Drews im Mittelfeld ein und absolvierte alle Punktspiele bis zum Saisonende. In den folgenden Spielzeiten war Lenz konstant Stammspieler, übernahm aber ab 1971/72 die Position des Rechtsaußenstürmers. In der ersten Jahreshälfte 1971 hatte er bereits fünf Spiele mit der Nachwuchsnationalmannschaft der DDR bestritten. Dort wurde er variabel im Mittelfeld wie in der Abwehr eingesetzt. In der Saison 1972/73 war Lenz mit neun Treffern zweitbester Oberligatorschütze der Rostocker hinter seinem Sturmkollegen Joachim Streich (13).
Im Sommer 1975 stieg der FC Hansa in die DDR-Liga ab, daraufhin verließ Lenz den Klub. Innerhalb von fünfeinhalb Jahren hatte er für den FC Hansa 132 Oberligapunktspiele bestritten und dabei 17 Tore erzielt. Hinzu kommen noch 20 Pokalspiele mit drei Toren. Lenz kehrte zum DDR-Ligisten Post Neubrandenburg zurück. Dort spielte er noch einmal für fünf Jahre, ging zur Saison 1980/81 erneut nach Rostock, um dort für ein Jahr bei der TSG Bau Rostock ebenfalls in der DDR-Liga zu spielen. Anschließend meldete sich der inzwischen 33-jährige Lenz bei der viertklassigen BSG Baumechanik Neubrandenburg an. Binnen eines Jahres führte er die Mannschaft in die Bezirksliga und ein weiteres Jahr später in die DDR-Liga. Mit dem Wiederabstieg 1984 beendete Lenz seine Laufbahn als aktiver Fußballspieler.